# 大卫·希尔德亚德
大卫·西德尼·希尔德亚德（英語：David Sidney Hildyard，1916年5月15日—2008年2月19日），英国音频工程师。他曾获得2次奥斯卡最佳音响效果奖。他的哥哥杰克·希尔德亚德是一位参与拍摄过80多部影片的英国摄影指导。

## 精选影视作品
- 屋顶上的提琴手 (1971)[2]
- 歌厅 (1972)[3]